# Adolescentul
Adolescentul este un roman al scriitorului rus Feodor Dostoievski publicat pentru prima dată în 1875. Părerile despre acest roman sunt împărțite. El prezintă povestea unui tânăr aflat în fața primelor alegeri majore pe care trebuie să le facă în viață. Arkadi Makarovici Dolgoruki pornește spre Sankt Petersburg în căutarea lui Andrei Petrovici Versilov, un tată care nu-l recunoaște ca fiu legitim, un bogătăș care iubește nespus plăcerile lumii. Pus în fața unei opțiuni, protagonistul începe să-și descopere mai multe laturi ale personalității.